# 189. pr. Kr.
◄ | 3. stoljeće pr. Kr. | 2. stoljeće pr. Kr. | 1. stoljeće pr. Kr. | ►
◄ | 210-ih pr. Kr. | 200-ih pr. Kr. | 190-ih pr. Kr. | 180-ih pr. Kr. | 170-ih pr. Kr. | 160-ih pr. Kr. | 150-ih pr. Kr. | ►
◄◄ | ◄ | 192. pr. Kr. | 191. pr. Kr. | 190. pr. Kr. | 189 pr. Kr. | 188. pr. Kr. | 187. pr. Kr. | 186. pr. Kr. | ► | ►►
Astronomija

## Događaji
- Bitka kod Magnezije između Rimljana i Seleukovića

## Smrti
- Džang Liang (Zapadni Han), kineski pobunjenik i taoist, koji je pomogao caru Gaozuu od Hana u uspostavi dinastije Han